# Виргинска грамота
Виргинската грамота е дарствен хрисовул, издаден от цар Константин Асен на манастира „Свети Георги Бързи“ на Виргино бърдо при Скопие. Грамотата е издадена през втората половина на XIII век и включва съдържанието на по-стари български грамоти. Съхранява се в Хилендарския манастир. Виргинската грамота е най-голямата от известните грамоти на български царе.
С Виргинската грамота цар Константин Асен потвърждава стари и прави нови дарения на манастира „Свети Георги Бързи“. Документът няма дата, но се приема, че българският цар дава грамотата по време на пребиваването си в града. Манастирът очевидно е старо и важно средище на християнската духовност, тъй като е даряван с имоти, села и тяхното население от множество ромейски, български и сръбски владетели. Според Виргинската грамота във втората половина на ХІІІ век той притежава над 30 села, към които цар Константин Тих Асен прибавя пет нови. В нея се съдържа богата информация за състоянието и организацията на селското производство, разкриваща различните специализирани поземлени терени и статута на селското население. Конкретното посочване на чиновниците, на които се забранява изобщо да влизат в манастирските села, очертава схемата на локалната и централна администрация и общата система на управление във Втората българска държава.

## Особености на ръкописа
Грамотата е написана на лист бомбицина с размер 93х33 cm, залепен на платно. Изписана е с бързопис. Пред царския подпис, написан с едър устав и киновар, е нарисувана ръка, държаща скиптър. Златният печат липсва. Като цяло състоянието на грамотата е лошо – липсва началото, а отделни букви и думи са изтрити. Грамотата е издадена най-добре от Г. А. Ильинский – „Грамоты болгарских царей“, с. 7.8, както и от Йордан Иванов в „Български старини из Македония“.

## Език
За езика на грамотата е характерна последователната замяна на ѣ и ѧ с е, както и употребата на глаголи в 3 лице единствено число без характерното старо окончание -тъ Григорий Илински определя замените на ѣ и ѧ с е като сръбско влияние. Съгласявайки се с него и изтъквайки, че българският цар Константин Асен не е владял Македония, българският историк Георги Баласчев смята, че Виргинската грамота е по-късен фалшификат от края на XIV век и началото на XV век. Кирил Мирчев е категоричен, че въпросните заменки на ятовата гласна и на малката носовка с е са характерни западнобългаризми. Йордан Иванов също изтъква, че прегласът на ѣ и ѧ в е е отразен и в други български писмени паметници от периода и е характерен за всички днешни български говори, и отнася грамотата към XIII век. Освен това той посочва, че в грамотата си за същия манастир от 1300 година крал Стефан Милутин изрично изтъква, че преди него българският цар Асен е бил ктитор на манастира. Йордан Иванов посочва, че единствен сигурен сърбизъм в грамотата е думата прѣступи, която е изписана с у вместо с ѫ.
Характерна особеност на писмото на грамотата е последователното отбелязване на гласната ери с гръцкия дифтонг οι, вместо с кирилската буква ꙑ. Явлението се среща и в други паметници от XIII век, както и в по-ранни, но за писмото на Виргинската грамота то е най-последователно. Кирил Мирчев допуска, че зад това явление може да се крие гръцко влияние, но припомня, че замяната на буквата ꙑ с οι в паметниците от по-късния период на среднобългарския език отразява промяната в гласежа на гласната ꙑ, която по това време вече е загубила старото си произношение и се е сляла фонетично с обикновеното и. Поради това буквата ꙑ започва да се заменя с гръцкия дифтонг οι, който по това време също се е произнасял като и.

## Текст
| „ | …и към другите благоверни…, които създадоха и приложиха светите и православни царе. Това прочее е дело, което се грижи за боголюбието да се дават съкровища и богатства на светите и божествени църкви, както [правиха] и светите и православни гръцки и български царе и жупаните, князете и кралете на сръбската земя, които имаха многоусърдна любов и грижа за светите и божествени църкви. Така също и моето царство, като подражава на онези благоверни и свети царе, които бяха преди мене, да излива върху тях нескъдни дарове и да ги обогатява; когато слезе царството ми в Долната земя, намери царството ми манастира на великомъченика Христов Георги Бързи, създаден от светия цар Роман на Виргино бърдо срещу град Скопие над Серава и поради нападение на другоплеменници агаряни загубил всички свои правила и свои метоси, паднал до основи и от светия цар кир Алексий отново изграден, издигнат и прославен, и обдарен, и подкрепен от мнозина правоверни царе. Варлаам, архимандрит на този честен храм, изнесе пред царството ми правилата и хрисовулите на светите и правоверни царе, които са били преди мене, и на кралете: на светия Роман, на цар Диоген, на свети цар Петър, на цар кир Никифор и на останалите – на светия цар кир Алексий, на цар Калоян, на цар кир Мануил, на цар кир Теодор, на цар кир Исак, на свети Симеон Неманя – дядо на царството ми, на цар Ватаций, на цар Калиман. Царството ми, като [ги] прие благосклонно и [ги] прочете, нито [ги] промених, нито [ги] наруших, но [ги] поправих и утвърдих още по-здраво, отколкото всички гореказани царе и крале. Людете, които се намират в град Скопие [и принадлежат] на светия и великославен мъченик Христов Георги Бързи и победоносец в бран, да не работят като царина никаква работа, нито дават някаква приплата, нито да им се бърка севаст, ни практор, ни княз, ни кастрофилак, ни ватах, ни топщикал, ни да съди, ни да свързва, нито глоба да взима [или] някакъв данък. И за началото [?] кладенец… и Сливщица от нейния извор, и панаирът на 21 ноември – в тези области да не се докосва никой владелец, нито някой друг. Който ли пък дръзне и се докосне, да бъде наказан с гнева ми и да бъде неверен на царството ми. Село Двидог заедно със селата Длъбница и Черешовци, с лозята, с нивите, с водениците и с пасбищата, с планините и със забелите и с всички техни правдини и привилегии. А пределите на тези села са: от Черна гора, като слиза долчецът към Длъбница, та на могилата, на мраморния кръст [?] и низ дела на битолския път, та през Кавианово бърдо, както отива пътят към Ралици и на височината, стигаща Рудина, та на пътя, който отива до Ксилопигида; а от това бърдо на Бял камък, та въз дела и стига на високото на Рудината, та на Дълга поляна, та на Градище до Черния камък. Село Побъжда с лозята, с нивите, с водениците и пасбищата заедно с всички техни правдини и привилегии. Село Кондово и село Длъбница, и село Роаче с всички техни правдини и привилегии. Село Глумово с метоха, с лозята, с нивите, с водениците и с всичките им правдини. Село Здуне в гората и със заселките: с Близнинско, с Мокросеки и с Големия подом и с поповяните, с лозята, с нивите, с водениците, със зимовището, с летовището, с планините, с ловището за дивеч и за риба и със забелите заедно с всики техни правдини и привилегии. Село Сушица с поповяните, със селото, с лозята, с нивите и планините и с всички техни правдини. Село Градечница с поповяните, с лозята, с нивите и с всичките им правдини. Село Брод, в което има метох, наречен на името на Богородичното посещение, с нивите, с лозята, с водениците, с ливадите, с летовищата, със зимовищата, с броднините, с мостнините, с ловището за дивеч и риба, с тържището и с панаира, който става на 10 септември, и търга всяка неделя и с данъка от този търг, и с всичките им правдини и привилегии. А границата на Брод начева от Градища в Тъмни дол, на Палеш, на Козя стена, та на Пещец, на ливадата, на Белков тор, на Шапковица, на Винища, на Орлица, на Василево селище, въз рида, на Калавар, на Гледула, на Душче, от Кичава до Тодоров дол. И в Прилепска област село Кръпа, а в него метох „Спас“, дарено от цар Роман, заедно с нивите, с мелниците, със забелите, с летовищата, със зимовищата, с планини и с всичките им правдини и привилегии. А границите му са: От Ушча [Душча?] на Горно градище, на Драганова църква, на Чревско градище, на Кръста, по рида, на Мохнатец, въз рида до Съдища, над Тиховец, на Дедино усое, на Голям камък [?], на Вилски кладенец, между двете Елени, на преслапа, по рида Горна Елена [?]. Здуне, Сушица, Градечница, Брод със Сланско и Барбарасо, и Кръпа – всички тези места са парички, сиреч придалишки. Никой да не бърка, нито нещо да докосва, нито да продава вънка – нито нива, нито лозе. В Положката област село Речици, също и то подарено от светия цар Роман на „Свети Георги“ с лозята, с нивите и с водениците, с градините, със сенокосите, със збелите, с планините, с ловището за дивеч и с всякакви доходи и с всички правдини. И да не се меси никой кефалия, никой владелец на царството ми, нито владелците, господстващи по царството ми, да не влизат в село Речици, нито да съдят, нито да свързват, нито глоба да вземат, нито някакъв данък да вземат, а всеки законен данък и сбор да си взема църквата. Границата на това село е: от извора на Речичка река надясно в дола, низ бърдото на Осленик, та на Иванов дол, та по ровищата, та между Преслоп и между Огражденик през бърдото, на извора на Палчишка река и низ реката до Катафига, та въз бърдото на Лисечко краище, както слиза Псец въз Лисечко краище, низ гората, на кладенеца, та на Дълбоки дол и от Дълбоки [дол]… от северната страна през гората пряко Велика река, та низ Велика до Хтетовска бразда… на Точил, който… Лесковяне… въз бърдото… надясно и по пътя въз бърдото до гор… дясно… по пътя. Суха планина… низ гората на Речичка река до нейния извор. И всичко това е паричко място. И в Горни Полог село… с нивите, с лозята, с водениците и с всичките им правдини. Село Точил и речната планина с всички правдини. Село Баница с нивите, с лозята, с водениците и с всички техни правдини. Село …яне с планината, наречена Мрамор, и с всички правдини. Село Нахово с париците, с нивите, с ливадите, с рибните ловища и всичките им правдини. Село Тавор градище и с полето, с нивите, с ливадите, с блатното езеро, със забелите, с ловищата за дивеч и риба и с всичките им правдини. Село Бистрица в Бабуна с пасбищата, с летовищата, със зимовищата и с всичките им правдини. Село… [метох Свети] Иван Богословец с пасбищата, с нивите и с всички правдини. Село Дъбница с ракитите, с нивите, със забелите, и с всички правдини… метох под… на свети Василий, с лозята, с нивите, с [ливадите], с всички правдини и с ловищата…Катунска [?]…с нивите, с ливадите, с ловищата и с всичките им правдини. [Село?] метох „Свети Лука“… с всички правдини, метох във Велбъжд „Свети Николай“ в Ко...ши с лозята и с [нивите] и всички правдини. Село Рани лък с нивите, със сенокосите и с всички правдини. Село Витино и Винеч [Кичевско] с всичките им правдини. Всичко това разбра царството ми и видя, че са дарени, утвърдени и записани от живелите преди мене свети и православни царе и крале, и моето царство ги следва, моли се и се покланя, като проси милост и помощ от светия великомъченик Христов Георги Бързи и победоносец в бран, и придадох на неговата света църква село Козарево. Царството ми го намери, че е било дадено по-рано от светия цар Роман заедно с Барово, със Синско и с църквата на Свети Иван Златоуст, и с всички там заселки, с лозята, с нивите, с градините, с водениците, със сенокосите, със забелите, с ловищата за риба и дивеч, с планините и с всички правдини и привилегии. Царството ми приложи още село Калугеровене с лозята, с нивите, със забелите и с всички правдини. И още…в Златица, село Калугеров дол, и в него църквата „Свети Георги“ да бъде…данък на царството ми и…, както…се намират…на светия…проход…, да не съди никой владелец по държавата на царството ми, нито да…на людете на „Свети Георги“, но за всеки дълг да съди настоящия игумен и от игуменските отроци да взема всеки дълг. Който ли се намери да съди насила човек на „Свети Георги“ или да даде наш отрок, или го свърже без игуменовия съд, да бъде над него Божията клетва и тази на светите правоверни царе и да плати за държавното съкровище 9 златици и клеветата[?], която се клеветят [?] един друг пред владелеца или… която се предава, да не взема на църковен човек никой владелец, а само църквата да взема от своите човеци, нито зло да се нанася на людете на „Свети Георги“, да не се меси никой епископ, нито данък да взема, нито запрещение на свещениците да поставя…за епископа помен, а екзарха този целия свщенишки данък, това всичко да принадлежи на църквата на „Свети Георги“. Да не се меси [и] да не влиза в селата и метосите, за да вземенещо духовно от поповете нито екзархът, нито първосвещеникът, но всичко това да бъде на църквата „Свети Георги“…, защото прочее всяка глоба…данък на църквата е подарен, а…негова истина [?], вражда,…кражба на девойки и кражба на коне да си взема църквата от своите люде и тази вражда да се не взема от селата освен от истците, но и това със съд. Метосите на „Свети Георги“ да не плащат приселица, нито волоберщина, нито перпер, нито димнина. Ако ли някой влезе в метох на „Свети Георги“ в което и да е село без позволение на архимандрита или в планината, или в пасбищата, или в забеля, или в ловищата за риба и дивеч, или в гората и дърво да отсече в църковно бъдро, или воденица да постави на църковна вода, която тече от църковен извор, или да пасе коне на църковна земя, или да преведе вода през църковна земя, или нива да преоре без благоволение на игумена, нека да бъде божията клетва над него и [клетва] от свети Георги и от гореказаните правоверни царе и крале и да заплати на държавното съкровище 6 перпера. Всички тези неща, дарени от казаните свети и правоверни царе и крале и приложени от моето царство и дарувани от останалите владетели за упоменание, това всичко да го владее „Свети Георги Бързи и победоносец“ и настоящият в него честен архимандрит с изявяването на този хрисовул, за да го има царството ми ходатай и помощник във всякакви напасти и във войни. А на служителите на царството ми, изпращани по всички времена по областите и по градовете, забраних да вземат нещо, да не влизат, нито да се спират, нито да пакостят на метох, нито на село, нито на людете на „Свети Георги“, нито…по областите на царството ми, нито севаст, нито дука, нито кастрофилак, нито практори, нито княз, нито топщикал, нито винар, нито комис с коне, нито стратор, нито градски изгончия, нито писец, нито аподохатор, нито геракар, нито псар, нито десеткари пчелни, нито овчи; нито тревнина, нито кошарщина, нито слоновщина, нито комад, нито митати, нито кошарщина, нито волоберщина, нито налог житен, нито винен, нито месен, нито на сирене, нито крепост да градят, нито да я пазят, нито тъмница да пазят, нито да орат, нито да копаят лозе, нито сено да косят, нито да женат и царина да не се взема от човек на „Свети Георги“, ни на някакво тържище, нито броднина да вземат, нито мостнина, нито да се взема човек, ни кон, ни вол, ни осел. Тези всички милости предаде цартвото ми с дарението на този хрисовул, докато името Христово се слави на земята и след смъртта на царството ми, когото бог пожелае да постави на престола на царството ми или някого от сродниците на царството ми, моля да не нарушава, нито да потъпква този хрисовул, но още повече да подари и да поднови и потвърди с усърдие, защото е благочестиво така да правят светите и правоверни царе и крале. Ако ли пък се намери някой, който по подтикване на дявола престъпи тази повеля и потъпче този хрисовул, нему да е враг бог и неговата пречиста майка в този век и в бъдния на страшния съд и второто пришествие и свети Георги в битките вместо [в помощ] да му бъде враг тук и на страшния съд и да бъде…проклет триклет от Господа бога вседържателя и от [пречистата] негова майка, и от силата на честния и животворен кръст, и от четиримата евангелисти, от 12-те апостоли и от 318-те никейски отци, и от казаните свети правоверни царе и крале…Писа се и се подписа [?]…на свети Георги Бързи [и] победоносец за всяко утвърждение в безконечни [времена]. Констандин, в Христа Бога верен цар и самодържец на българите, Асен † | “ |

## Издания
- Срезневский, Измаил Иванович (1879). Свѣдѣния и замѣтки о малоизвѣстных и неизвѣстных памятниках: LXXXI-XC. Санкт Петербург: Типографія Императорской Академіи Наукъ, с. 14 – 22, https://books.google.bg/books?id=5HFmAAAAcAAJ&dq=Срезневский%2C%20
- Ильинский, Г.А. (1911). Грамоты болгарских царей. – Древности. Труды славянской комиссии, 5. Москва,  14 – 17, https://catalog.libfl.ru/Bookreader/Viewer?bookID=BJVVV_1365375&view_mode=HQ#page/751/mode/1up, посетен на 12 септември 2023
- Actes de Chilandar slaves. Deuxième partie publiés par В. Korablev. Actes de Chilandar, publiés par le R. P. Louis Petit et В. Korablev. – ВИЗАНТІЙСКІЙ ВРЕМЕННИКЪ, Приложеніе къ XIX тому № 1, Actes de l’Athos, V,  384 – 388, 1915, http://www.vremennik.biz/opus/BB/XIX/58351
- Даскалова, А.; Райкова, М. (2005). Грамоти на българските царе. София, с. 47 – 81
- Мошин, Владимир; Ћирковић, Сима; Синдик, Душан (2011). Зборник средњовековних ћириличких повеља и писама Србије, Босне и Дубровника. Књ. 1, 1186 – 1321., Том 9 от Извори за српску историју / Историјски институт, Београд; књ. 9. Ћирилички извори; књ. 1. Београд, 253 – 258 (№ 74), ISBN 978-86-7743-090-0, https://books.google.com/books?id=yeqKDwAAQBAJ&pg=PA349